# A sangue freddo (Truman Capote)
A sangue freddo (In Cold Blood) è un romanzo dello scrittore statunitense Truman Capote, pubblicato in volume nel 1966 presso Random House, dopo essere uscito a puntate sul New Yorker tra settembre e ottobre del 1965. 
Il romanzo consiste nel resoconto dettagliato del quadruplice omicidio della famiglia Clutter, ma anche in un'impietosa radiografia del sogno americano vissuto in provincia. Per la sua costruzione narrativa, Capote si pose come obiettivo esplicito di raccontare i fatti effettivamente avvenuti, ma adottando i moduli narrativi tipici del romanzo di finzione, coniando l'espressione di non-fiction novel, un genere del quale egli è considerato il fondatore nella narrativa USA.
Il libro è stato tradotto in 37 lingue. La prima versione italiana, uscita nel 1966, fu di Mariapaola Ricci Dettore. La nuova traduzione, di Alberto Rollo, è uscita nel novembre 2019.

## Tema
La mattina del 16 novembre 1959 Truman Capote lesse sul New York Times un trafiletto di cronaca nera.
La notizia raccontava dell'omicidio di Herbert Clutter (24 maggio 1911 - 15 novembre 1959) un agricoltore benestante del Kansas, della moglie Bonnie (di 45 anni) e di due dei suoi quattro figli, Nancy (4 gennaio 1943 - 15 novembre 1959) e Kenyon (28 agosto 1944 - 15 novembre 1959).
Le altre due figlie più grandi della coppia, Eveanna (26 giugno 1936 - 5 ottobre 2019) e Beverly (8 giugno 1939 - 19 aprile 2010) erano già sposate. 
Prima che i responsabili della strage fossero catturati, Capote decise di arrivare sul luogo per scrivere in merito al crimine. Fu accompagnato dalla sua amica d'infanzia, e scrittrice, Harper Lee: assieme interrogarono a lungo le persone del luogo e gli investigatori assegnati al caso.
Gli assassini erano due: Perry Edward Smith e Richard Hickock, due giovani adulti sbandati, usciti recentemente dal carcere in libertà vigilata, i quali, fidando nella vaga informazione di un loro compagno di cella relativa all'esistenza di una cassaforte nella casa di un agricoltore, si diressero a Holcomb, cittadina del Kansas; nella notte, penetrati armati nella casa, cercarono invano il denaro e la cassaforte, poi uccisero tutti i membri della famiglia presenti in quel momento. Mentre i due erano in fuga, la polizia brancolava nel buio, non trovando alcun movente verosimile per l'atroce delitto. Sarà l'informazione di un carcerato a fare luce sul movente e sull'identità degli assassini, permettendo alla polizia di rintracciarli; saranno catturati sei settimane dopo gli omicidi, per il furto di un'automobile, e, dopo un lungo interrogatorio, confesseranno il turpe delitto. Capote passerà sei anni a lavorare al libro.

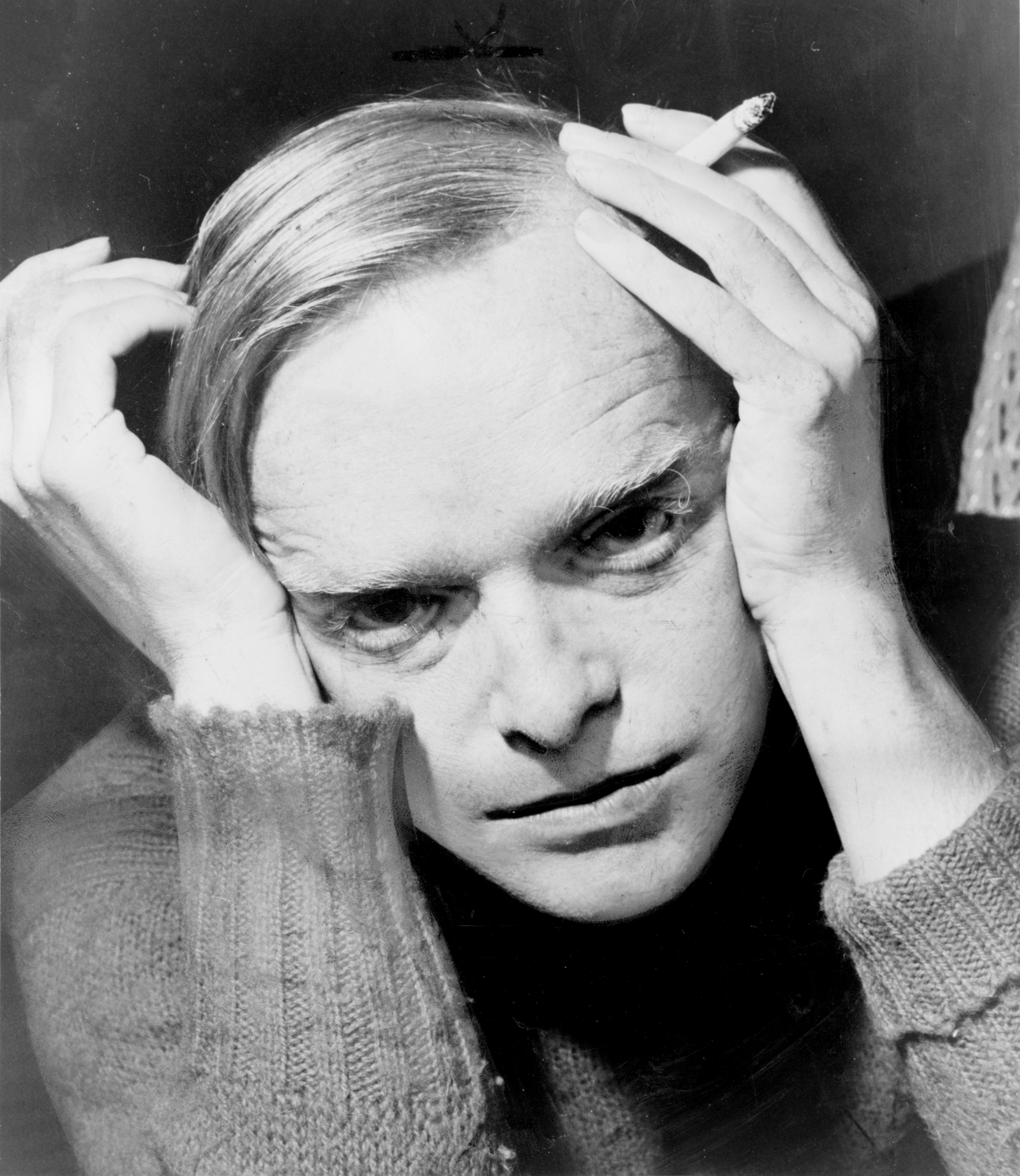
Truman Capote nel 1959

Si tratta probabilmente del primo "romanzo-reportage" o "romanzo-verità" della storia della letteratura: affermando il valore preminente dell'imparzialità della cronaca e dell'oggettività dei fatti, Capote volle denunciare l'impotenza della forma del romanzo "classico" nella riflessione sulla realtà cruda e complessa della società americana contemporanea.
Il libro suscitò vive polemiche di carattere letterario ed etico-sociale: Capote fu accusato di una sorta di cinico voyeurismo, per come riporta, con un distacco oggettivo, un brutale e cruento fatto di cronaca nera.
Il ballo in maschera Black and White Ball al Plaza Hotel, definito il "ballo del Secolo", con cui Capote decise di festeggiare l'ultima puntata, commentato in prima pagina da tutti i giornali, divenne subito un evento-icona e per diverso tempo lo scrittore fu una presenza fissa sui rotocalchi e in televisione.
Il romanzo è stato scritto sulla scorta di una assidua frequentazione dei protagonisti reali della vicenda e segnò l'esperienza artistica e umana di Capote tanto da rimanere la sua ultima opera portata a termine.

## Edizioni italiane
- A sangue freddo, traduzione di Mariapaola Ricci Dèttore, Collana Romanzi moderni, Milano, Garzanti, aprile 1966,  p. 391. - Collana Garzanti per tutti: Romanzi e realtà n. 185, Garzanti, 1969; Collana i Garzanti, 1975; ISBN 88-11-66867-0 ISBN ISBN 88-11-66688-0 ISBN 88-11-68311-4 ISBN 978-88-11-68311-7.
- A sangue freddo, traduzione di Mariapaola Ricci Dettore, Introduzione di Vincenzo Mantovani, Collana Oscar n.1891, Milano, Mondadori, 1981-1986. - Collana Oscar Narrativa n. 812, Mondadori, 1990.
- A sangue freddo, traduzione di Alberto Rollo, Collezione La Biblioteca della Spiga, Milano, Garzanti, 2019, ISBN 978-88-116-0477-8.

## Adattamenti cinematografici
Al romanzo di Capote sono ispirati i film
- A sangue freddo (1967) di Richard Brooks,[5]
- A sangue freddo film TV diretto da Jonathan Kaplan (1996).[6]
- Truman Capote - A sangue freddo (2005) di Bennett Miller:[7]
- Infamous - Una pessima reputazione (2006) di Douglas McGrath;[8]